# Organización Revolucionaria de Trabajadores
La Organización Revolucionaria de Trabajadores (ORT) fue un partido político español de ideología marxista-leninista y maoísta. Su secretario general fue José Sanroma Aldea (alias camarada Intxausti).
La ORT, a lo largo de su historia, tuvo su mayor implantación en el País Vasco, Extremadura, La Rioja y Madrid. En 1977 creó el Sindicato Unitario (SU).
Su publicación fue el periódico En Lucha, teniendo como editorial afín al partido a Emiliano Escolar Editor. La Unión de Juventudes Maoístas (UJM), su organización juvenil, publicaba Forja Comunista.

## Historia

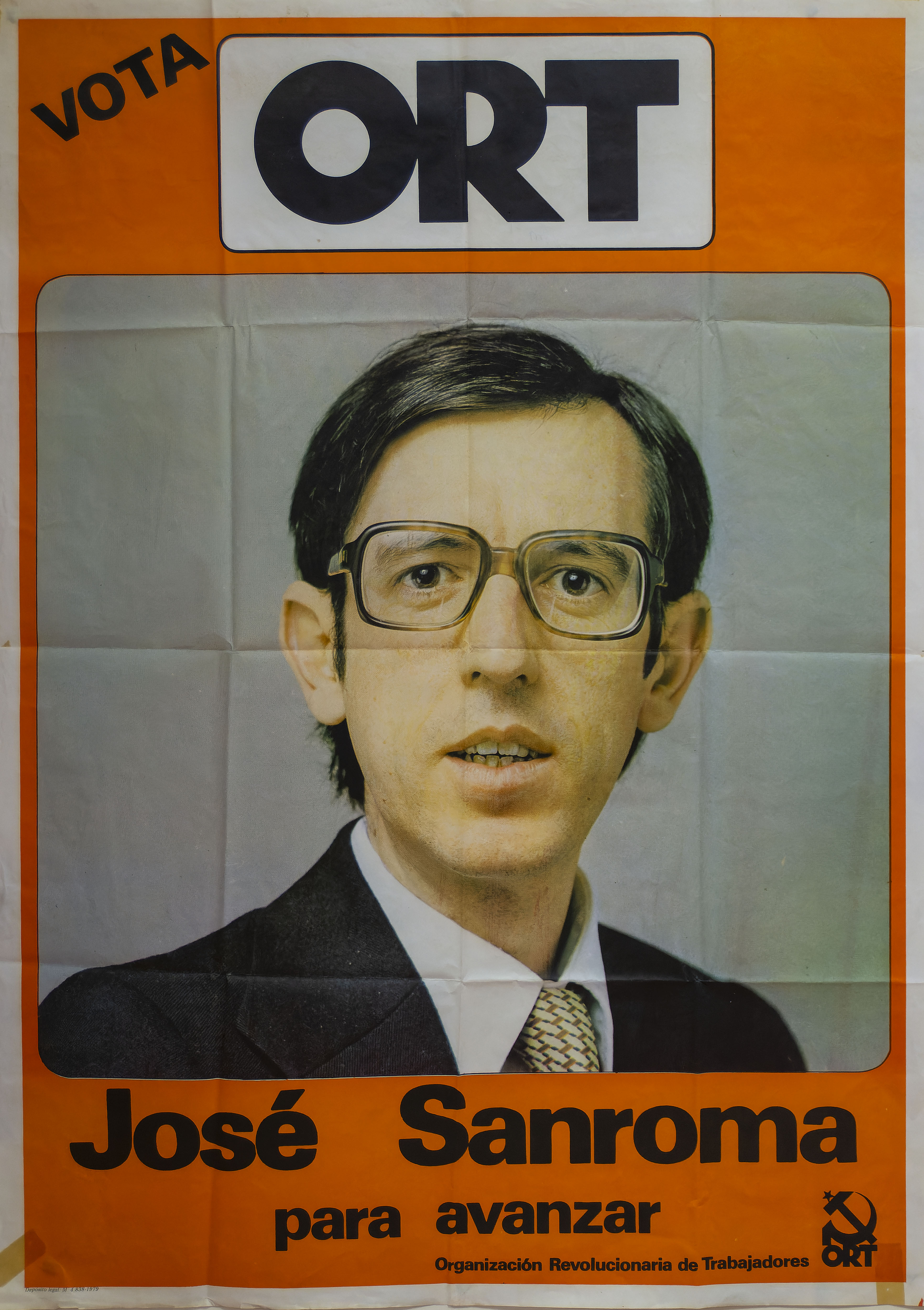
Cartel electoral. 1979

La ORT se constituyó en 1969 en Alcalá de Henares (Madrid). Tenía su origen en medios católicos y buena parte de su militancia inicial procedía de la radicalización de la Acción Sindical de Trabajadores (AST), un movimiento sindical católico nacido en la HOAC y que tuvo cierta implantación en Madrid, Pamplona, Huelva y Torrelavega (Cantabria). Entre 1970 y 1971 la ORT sufrió graves escisiones de militantes que pasaron a otros grupos comunistas o que, sobre todo en Cataluña, se unieron a posiciones nacionalistas. Al final de este proceso contaba apenas con 150 militantes, con presencia en Navarra, Huelva, Madrid y Extremadura. En 1974 el Comité Central de la ORT se define como maoísta, lo que supuso la separación del Partido de la dirección inicial. Durante los últimos años del franquismo y durante la Transición, la ORT estaba dirigida por José  Sanroma Aldea, conocido por "el camarada Intxausti" (cuya verdadera personalidad no se conoció hasta tiempo después), Manuel Guedán, Francisca Sauquillo y el editor madrileño Emiliano Escolar, conocido como "Héctor Martín".

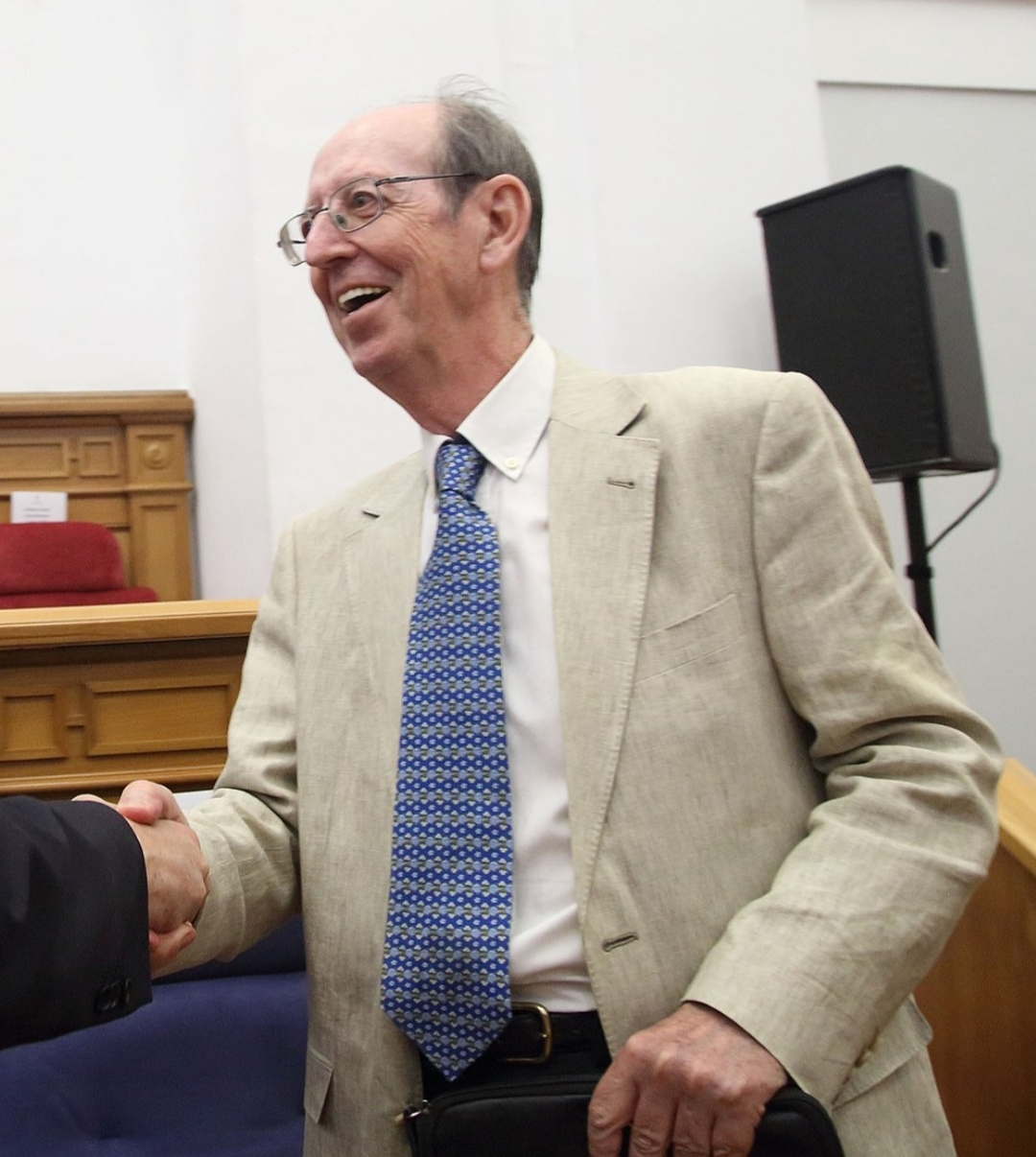
José Sanroma en 2019, quien fue secretario general de la ORT

El 15 de junio de 1977 la ORT concurre a las elecciones generales, bajo las siglas de la coalición Agrupación Electoral de Trabajadores (AET) o Candidatura de los Trabajadores, debido a que no se había permitido su legalización aún, consiguiendo 77 575 votos (0,42 %).  
Tras su legalización, el 1 de marzo de 1979 en las elecciones generales se presenta como ORT, consiguiendo 127 517 votos (0,71 %). 
El 3 de abril de 1979, en su última participación en las elecciones municipales, obtiene 102 000 votos (0,61 %), consiguiendo 33 concejales, además de otros en algunos municipios de la comunidad de Madrid, entre ellos Alcalá de Henares, Getafe y Leganés, así como en Mérida y la alcaldía de Aranjuez (Madrid), Vilviestre del Pinar (Burgos) y de Torremejía (Badajoz). En estas elecciones, la Organización Revolucionaria de los Trabajadores y el Partido del Trabajo de España, (PTE) iniciado ya el proceso de unificación pero no concluido, toman el acuerdo de apoyar a la candidatura con mayores posibilidades de ambas organizaciones, intercambiando militantes en las mismas, por lo que en unos lugares la candidatura correspondería al PTE y en otros a la ORT. Con esta “estrategia”, el conjunto de lo que sería posteriormente el Partido de los Trabajadores de España, consiguió 242 000 votos, 400 concejales (11 de ellos provinciales) y 20 alcaldes, pero aunque se consiguió una buena representación municipal, la estrategia no cumplió con lo esperado, pues la suma conjunta de ambas organizaciones en las anteriores elecciones generales del 1 de marzo de ese mismo año, fue de 320 315 votos (78 315 votos menos en esta ocasión).
El 24 de julio de 1979, tras la unificación con el Partido del Trabajo de España,  ambas organizaciones se disolvieron y crearon el Partido de los Trabajadores de España (PTE-ORT) como nuevo partido político. La organización juvenil de la ORT, la Unión de Juventudes Maoístas (UJM), que había sido creada en 1974, tras la unificación adquirió el nombre de la organización juvenil del antiguo PTE, denominándose Joven Guardia Roja de España (JGRE).